# Laboratorij za istraživanje boli
Laboratorij za istraživanje boli Medicinskog fakulteta u Splitu namijenjen je istraživanju nocicepcije i boli.

## Povijest
Laboratorij za istraživanje boli osnovan je 2002. godine na Medicinskom fakultetu u Splitu. Utemeljitelj Laboratorija je prof. dr. sc. Damir Sapunar. Voditeljica laboratorija je prof. dr. sc. Livia Puljak.

## Istraživanja
Laboratorij se bavi istraživanjima neurobiologije neuropatske boli i doživljaja boli. 

## Objavljeni radovi
- Fisher G et al. Direct injection into the dorsal root ganglion: Technical, behavioral, and histological observations. J Neurosci Methods. 2011.
- Kraljevic S et al. Parents' Pain Catastrophizing is Related to Pain Catastrophizing of Their Adult Children. Int J Behav Med. 2012.
- Puljak L & Sapunar D. Web-Based Elective Courses for Medical Students: An Example in Pain. Pain Med. 2011.
- Sapunar et al. Attenuation of pain-related behavior evoked by injury through blockade of neuropeptide Y Y2 receptor. Pain. 2011.
- Lovric Kojundzic et al. Depression of Ca/Calmodulin-Dependent Protein Kinase II in Dorsal Root Ganglion Neurons after Spinal Nerve Ligation. J Comp Neurol 2010.
- Puljak L et al. Lidocaine injection into the rat dorsal root ganglion causes neuroinflammation and pain-related behavior. Anesth Analg. 2009.
- Kosta V et al.  Spine deformity in a rat model of neuropathic pain causes pain-related behavior. Eur J Pain. 2009.
- Puljak L et al. Targeted delivery of pharmacological agents into rat dorsal root ganglion. J Neurosci Methods. 2009.
- Hogan Q et al. Restoration of calcium influx corrects membrane hyperexcitability in injured rat dorsal root ganglion neurons. Anesth Analg. 2008.
- Znaor L et al. Association of neural inflammation with hyperalgesia following spinal nerve ligation, Croat Med J. 2007.
- Sapunar D et al.  Distinct membrane effects of spinal nerve ligation on injured and adjacent dorsal root ganglion neurons. Anesthesiology 2005.
- Sapunar D et al. Effect of peripheral axotomy on pain-related behavior and dorsal root ganglion neurons excitability in NPY transgenic rats. Brain Res 2005.